# Башкирская Высшая коммунистическая сельскохозяйственная школа
Башкирская высшая коммунистическая сельскохозяйственная школа (комвуз) — учебное заведение в БАССР, готовившее кадры сельского хозяйства с высшим образованием (январь 1933 — февраль 1939).

## История
В январе 1933 года Башкирский Коммунистический университет на основании Постановления ЦК ВКП(б) от 21 сентября 1932 года был переименован в Башкирскую высшую Коммунистическую сельскохозяйственную школу (БВКСХШ) . Основная цель вновь образованного учебного заведения — подготовка компетентных специалистов для колхозов, совхозов, МТС, а также для райкомов партии и исполкомов райсоветов, политотделов МТС, крупных сельскохозяйственных парткомов и крупных сельских советов республики. В связи с этим было создано два отделения: 1-е должно было готовить руководящие кадры для МТС, колхозов и совхозов с двухлетним сроком обучения, а 2-е — для районных партийның и советских организаций с трехлетним сроком обучения.
Башкирская высшая коммунистическая сельскохозяйственная школа находилась в непосредственном подчинении ЦК ВКП(б). Директора учебного заведения мог назначать и увольнять только ЦК ВКП (б).
На двухгодичном отделении студенты обучались полевым работам (180 студентов) и животноводству (120 студентов); проходящие трехлетнее обучение полностью специализировалось только на партийной работе (200 студентов). Учебно-производственную практику студенты проходят в совхозах Давлекановского района. Для отбора кандидатов в студенты комвуза при обкоме партии была создана мандатная комиссия (председатель - секретарь обкома). Состав кандидатов, отобранных мандатной комиссией, утверждается обкомом партии.
Решением Оргбюро ЦК ВКП (б) ректором Башкирской высшей коммунистической сельскохозяйственной школы был назначен Х. А. Мусаев. В этой должности он проработал до 1937 года. В 1937-1939 годах стал ректором В. Н. Донковцев. Конечно, главную роль в учебно-воспитательной работе берут на себя кафедры высшей школы. В 1932 году в вузе было пять кафедр, с 1934 года начали работать ещё три кафедры. Студенты изучают не только общие, но и специальные науки: агрономию, животноводство, механизацию сельского хозяйства и организацию производства.
Педагоги по сельскому хозяйству были приглашены на работу из Наркомата земледелия и НИИ по реорганизации сельского хозяйства. Кроме того, студентов обучали профессор по почвоведению из Москвы и два доцента по животноводству и агрономии.
Педагоги по сельскому хозяйству были приглашены на работу из Наркомата земледелия и НИИ по реорганизации сельского хозяйства. Кроме того, студентов обучали профессор по почвоведению из Москвы и два доцента по животноводству и агрономии.
В 1933-1938 годах Башкирская высшая Коммунистическая сельскохозяйственная школа выпустила 1303 специалиста.
2 февраля 1939 года Постановлением Башкирского обкома ВКП (б) учебное заведение было преобразовано в Башкирский колхозный сельскохозяйственный техникум.